# 페르게의 아폴로니오스

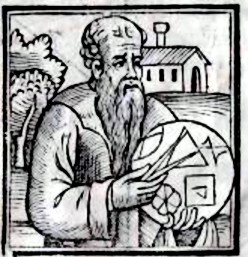

아폴로니오스(고대 그리스어: Ἀπολλώνιος, 기원전 262년~기원전 190년, Apollonius of Perga)는 고대 그리스의 수학자이다. 소아시아의 페르게에서 출생하였으며 알렉산드리아에서 공부하였다. 에우클레이데스·아르키메데스와 함께 그리스의 3대 수학자로 불린다. 원뿔 곡선의 성질과 응용의 대부분이 그에 의하여 알려졌다. 저서로 <원뿔 곡선론>이 있다.